# Ciclo do ouro
O ciclo do ouro, também referido como ciclo da mineração e corrida do ouro, foi o período da história brasileira em que a extração e exportação do ouro dominou a dinâmica econômica do Brasil Colônia. O ciclo vigorou com força durante os primeiros 60 anos do século XVIII, altura a partir da qual a produção de ouro começou a decair devido ao esgotamento progressivo das minas da região explorada, que compreende, aproximadamente, os atuais estados de Minas Gerais, Goiás e Mato Grosso.
As consequências do ciclo do ouro para o Brasil foram inestimáveis. Foi ele que proporcionou à colônia as importantes transformações que antecederam à Independência, em 1822. Primeiro, a população da colônia aumentou significativamente. Ao final do século XVIII, a população era dez vezes maior do que cem anos antes. Segundo, houve um maior conhecimento da terra. As incursões território adentro expandiram os limites da América portuguesa e mudaram a forma do futuro país, que agora se estendia para além dos limites estabelecidos no Tratado de Tordesilhas. Por fim, houve importantes mudanças político-administrativas, como a transferência da capital de Salvador para o Rio de Janeiro (1763) e a criação de novas capitanias, como a de Minas Gerais, Goiás e Mato Grosso.

## Contexto português
Durante os 60 anos de duração da dinastia filipina (de 1580 a 1640), Portugal tinha vivido numa união pessoal com Espanha, onde o rei de Espanha era, simultaneamente, o rei de Portugal, a qual deixou o seu comércio bastante arruinado, com os negócios da Índia numa completa decadência e com a marinha mercante praticamente destruída.
Mas, apesar de tudo, durante a dominação filipina, tinha aumentado muito a exploração econômica do Brasil. Nos primeiros tempos, os portugueses apenas comercializavam pau-brasil, mas não tardou para que aproveitassem os terrenos férteis e instalassem grandes engenhos de açúcar e, depois, grandes plantações de tabaco. Em seguida, aventureiros filhos de índios e portugueses, os bandeirantes, rasgaram os caminhos do sertão à procura de escravos índios, pedras preciosas e lugares para se criar gado, fazendo, do Brasil, o principal fornecedor de cabedais da Europa.
Entretanto, em Portugal, depois do golpe de estado de restauração da independência, em 1640, a Guerra da Restauração com Espanha continuava. Foi uma longa guerra que se prolongou durante vinte e sete anos, terminando em 1668 com o Tratado de Lisboa assinado pelos reis de Portugal e Espanha e onde se reconhece a total independência de Portugal. Mas, logo depois de feita a paz, o conde de Ericeira procurou restituir a independência de Portugal sob o ponto de vista económico: criou fábricas de papel, de vidro, de curtumes, de sedas.
E é então neste contexto que, nos últimos anos do século XVII, se descobrem os grandes aluviões de ouro da região que, a partir de então, recebeu o nome de Minas Gerais.

## Os sertanistas descobrem o ouro

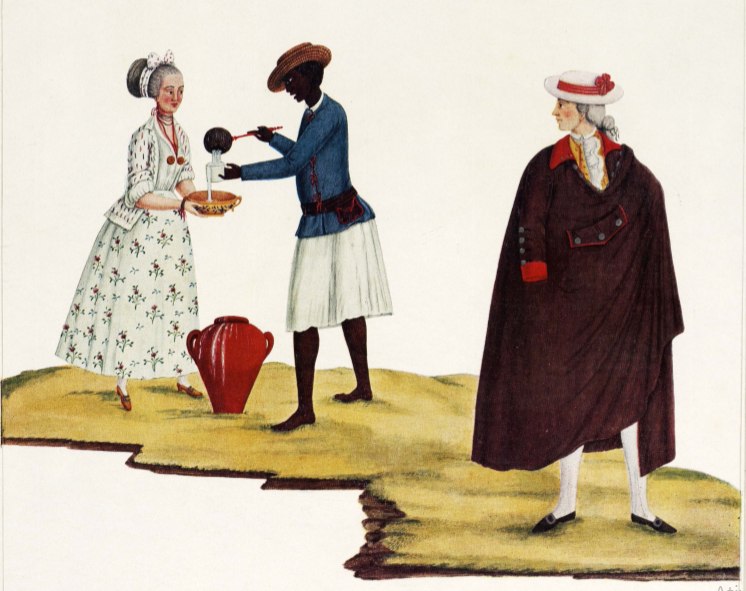
Cena do Brasil colonial, à época do ciclo do ouro, onde se vê uma mulher comprando leite de um vendedor negro e um homem de casaco longo peruca e chapéu. Obra de Carlos Julião (século XVIII

Quando chegaram ao Brasil, os primeiros exploradores portugueses buscavam ouro e metais preciosos, pois acreditava-se que os havia no seu território. Mas, no início e durante os primeiros dois séculos de ocupação portuguesa, as excursões pioneiras no litoral e interior do país não trouxeram muitos resultados, ainda que estas riquezas abundassem em várias zonas do Brasil, como mais tarde se viria a descobrir.
No fim do século XVII, a prosperidade dos engenhos açucareiros das colônias holandesas, francesas e inglesas da América Central fez a produção de açúcar no território brasileiro enfrentar uma séria crise. Foi então que a Coroa Portuguesa começou a estimular os seus funcionários e a população da colônia, principalmente a do Planalto de Piratininga, atual cidade de São Paulo, a desbravar as terras ainda desconhecidas em busca de minerais preciosos, nomeadamente ouro.
Muitos exploradores morreram à procura de joias e pedras preciosas, tal como o bandeirante Fernão Dias Paes Leme, que morreu em 1681 à procura de esmeraldas. Finalmente, nos últimos anos do século XVII, os primeiros exploradores descobriram esse tipo de riqueza no Brasil.

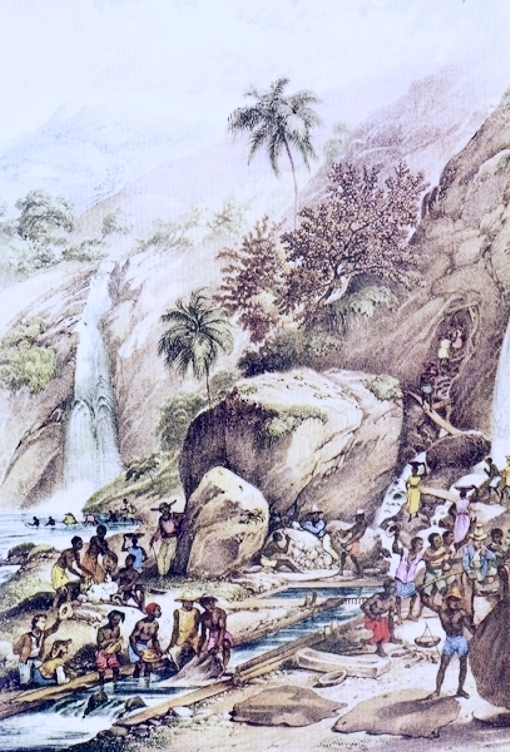
Pintura de Johann Moritz Rugendas de 1820-1825 retratando a mineração de ouro por lavagem perto do Morro de Itacolomi

Foi nos sertões de Taubaté que, em 1697, se deu a primeira grande descoberta, consistindo em "dezoito a vinte ribeiros de ouro da melhor qualidade", conforme anunciou o então governador do Rio de Janeiro, Castro Caldas. Em janeiro deste mesmo ano, a Coroa havia enviado uma carta régia ao governador Arthur de Sá onde se comprometia com uma ajuda de custos à busca pelos metais preciosos de 600 000 reais por ano e onde se dizia que se dariam aos sertanistas beneméritos "as mesmas honras, e mercês de hábitos, e foros de fidalgos da Casa", desde que encontrassem e explorassem as lavras auríferas. Foi o início da primeira "corrida ao ouro" da história moderna. Em 1719, a bandeira de Pascoal Moreira Cabral descobriu ouro em terras do atual Mato Grosso. Em 1725, foi descoberto ouro na Vila Boa de Goiás. O suprimento de homens e mercadorias para essas regiões passou a se dar através das monções.

## Conflitos pelo ouro
Como era de se esperar, a notícia da descoberta se espalhou rapidamente. Isso fez com que uma quantidade enorme de aventureiros se deslocasse para a região em que o metal havia sido encontrado. Esses aventureiros, em sua maioria vindos de Portugal e de outras regiões do Brasil, passaram a ser chamados de emboabas. A presença de tais grupos gerou atritos com os paulistas (bandeirantes e seus descendentes, oriundos das capitanias de São Vicente e Itanhaém) e engendrou brigas pela posse das jazidas.
Entre os emboabas que vieram de outras regiões da colônia, destacam-se os nordestinos. No Nordeste, como dito anteriormente, a plantação de cana de açúcar estava em decadência. Ninguém conseguia enriquecer e se destacar na sociedade, excetuando-se os poucos senhores de engenhos. Quanto aos que vieram de Portugal, seu fluxo emigratório era tão intenso que, em 1720, João V criou uma lei para controlá-lo. Passou a se fazer a vigia e vistoria dos navios da "Repartição Sul" dirigidos ao porto do Rio de Janeiro, e acabaram por serem adotadas as licenças especiais e o passaporte em 1709 como uma maneira de diminuir o fluxo dos aventureiros.
Os emboabas se espalharam, e, nas povoações já formadas, eram tão numerosos quanto os bandeirantes que vinham de Taubaté, São Vicente e do planalto do Piratininga. Os crimes aumentaram muito, e imperava a lei do mais forte. A população andava armada, as menores discussões se transformavam em conflitos, que deixavam mortos e feridos. No restante da colônia, tinha se instalado o caos. Cidades inteiras eram abandonadas por pessoas que saíam em busca de ouro nos garimpos. Plantações de cana de açúcar foram abandonadas. Houve considerável aumento no preço dos escravos, animais e víveres. Inúmeros povos indígenas foram extintos.
O português Manuel Nunes Viana foi nomeado "governador das minas". Logo tentou instaurar a paz na região. Prometeu punir os criminosos e fazer justiça. Todavia, não agradava aos sertanistas ter como líder um emboaba. Foram então ao sertão, e fizeram com que os índios também se revoltassem. Em seguida, foram para Sabará organizar a reação. Daí partiram para lutar contra os emboabas e expulsá-los da terra. Apesar de estarem em maior número, os sertanistas estavam mal organizados. Quando entraram em combate com as tropas de Nunes Viana, foram derrotados. Em seguida, dirigiram-se para o arraial de Cachoeira do Campo. Novo combate se travou, e Nunes Viana foi ferido e substituído. Outros combates se seguiram, os quais os sertanistas perderam de novo. A guerra durou de 1707 a 1709.

## Descoberta de ouro em Mato Grosso dá início às monções

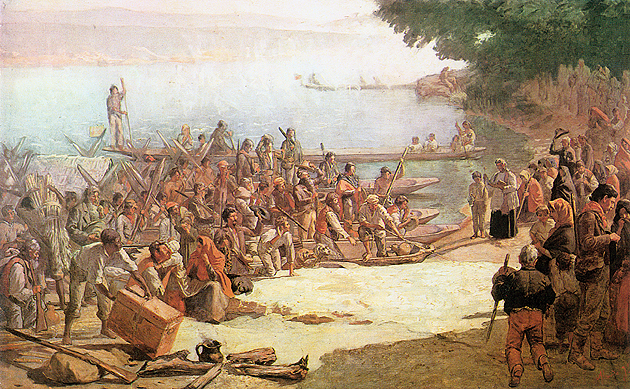
"A Partida da Monção", quadro de 1897 de Almeida Júnior pertencente ao Acervo do Palácio dos Bandeirantes

Com o fim da Guerra dos Emboabas, os sertanistas descobriram uma nova mina na Bahia. Mas o grande acontecimento foi a descoberta de ouro onde hoje é o estado do Mato Grosso. Teve início aí a fase mato-grossense da corrida do ouro.
A descoberta ocorreu em 1718. O descobridor foi Pascoal Moreira Cabral, de 64 anos. Sua expedição, cuja intenção inicial era capturar índios coxiponés, encontrou ouro no riacho Coxipó-Mirim, lugar em que, trinta anos mais tarde, seria a instalada a Capitania de Mato Grosso. Parte da expedição permaneceu no local para extrair o ouro, enquanto Pascoal seguiu o rio Coxipó Mirim até o ponto em que o rio se bifurcava. Aí encontrou mais ouro. Esse local, batizado de Forquilha, onde mais tarde seria Cuiabá.
Com a notícia dessa e de outras descobertas, houve um rush em direção ao arraial de Cuiabá. Essas expedições, partindo de São Paulo, ficaram conhecidas como as monções. Elas eram muito perigosas, e o trajeto, tortuoso. O itinerário seguido pelas monções era aproximadamente o seguinte:
Da capital paulista, seguia-se a pé por aproximadamente 120 quilômetros até Araritaguaba, próximo a Itu, onde um porto dava acesso ao caudaloso rio Tietê. Ali, os viajantes embarcavam em canoas que, além da carga, levavam até dez pessoas, incluindo piloto, contrapiloto, proeiro e cinco remadores. Depois de deslizar mais de 900 quilômetros pelas águas do Tietê, os aventureiros eram obrigados a buscar outros rios. Primeiro, o Paraná (180 quilômetros rio abaixo), depois o Prado (460 quilômetros contra a correnteza), Camapoã (100 quilômetros), Coxim (250 quilômetros de "fúnebre e horrorosa viagem"), Taquari (560 quilômetros), Porrudos (150 quilômetros) e, finalmente, o rio Cuiabá (400 quilômetros, novamente contra a correnteza). Ao todo, a "via dolorosa" tinha cerca de 3500 quilômetros.— Figueiredo, Lucas (15 de agosto de 2012). Boa Ventura!: A corrida do ouro no Brasil (1697-1810). [S.l.]: Editora Record. p. 202
No longo trajeto, os aventureiros tinham de enfrentar vários perigos, como as pedras, que destruíam as canoas; as cachoeiras, o choque com troncos flutuantes; animais, como piranhas arraias, jacarés, entre vários outros bichos menores, mas ainda assim perturbadores. Além das ameaças da natureza, havia os indígenas da região: os guaicurus e os paiaguás, que constantemente atacavam os colonos, causando enormes perdas.
Em 1725, enquanto a fase mato-grossense da corrida do ouro ainda transcorria, houve o anúncio da descoberta de ouro em Goiás. Era o quarto grande local de grandes jazidas, depois de Minas Gerais, Bahia e Mato Grosso. Todavia, a corrida do ouro ainda transcorria no oeste da colônia. Em 1730, os mineradores, após praticamente esgotarem o ouro de Cuiabá, prosseguiram em direção ao oeste, chegando até o atual estado da Rondônia 15 anos depois.

## Como o ouro era extraído
Após a queda de produção do sistema de exploração aurífera de aluvião, passaram a ser necessárias técnicas mais refinadas que exigiam a permanência por maior período do garimpeiro. Esta necessidade de permanecer junto aos locais de exploração também contribuiu para o estabelecimento das novas vilas. É neste período que são fundadas as Vilas de São João del-Rei, do Ribeirão do Carmo, Vila Real de Sabará, de Pitangui e Vila Rica de Ouro Preto, entre outras.
Quanto às técnicas de mineração adotadas, grande importância teve a contribuição cultural dos escravos minas, que tinham uma grande tradição na mineração e fundição de ouro e ferro, conhecimento este superior ao dos portugueses da época.

## O apogeu e as mudanças na colônia
O ouro da colônia passava a representar em Portugal uma nova esperança de trabalho e enriquecimento, e muitas pessoas começaram a deixar o país. De 300 mil habitantes estimados em 1690, a colônia passara a cerca de 3 000 000 no final do século XVIII. Com este fluxo emigratório, o português passa a ser a língua dominante, tomando o lugar da língua geral (língua que se desenvolveu a partir do tupi antigo). Durante o auge do período de exploração, diversos povoamentos foram fundados. Começou também a fazer-se a ocupação do território mais adentro e não apenas no litoral como se fazia até então.
O enorme crescimento demográfico consolidou um mercado interno, uma vez que os produtos da colônia não eram mais apenas para exportação, como ocorria com o açúcar e o tabaco do nordeste, e fez com que surgisse a necessidade de uma produção de alimentos interna que pudesse suprir as necessidades dos novos habitantes. A falta de mantimentos havia inclusive levado a mortes e a crises de fome.

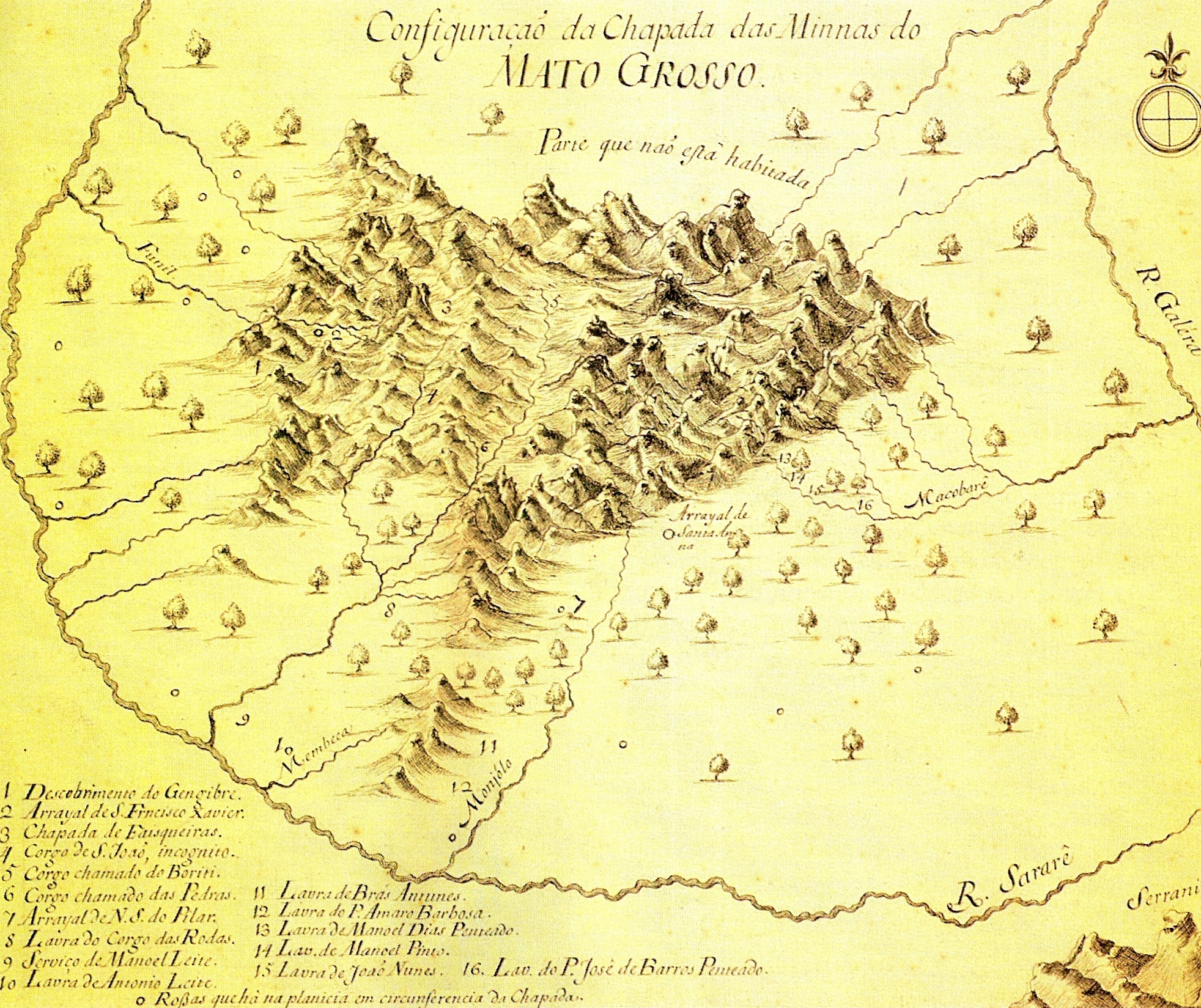
Mapa do século XVIII das minas de Mato Grosso

O ouro trouxe prosperidade para as cidades mineiras que viviam da extração e a explosão demográfica provocada permitiu o desenvolvimento de uma classe média composta por artesãos, profissionais das minas, comerciantes, militares, artistas, músicos, poetas e intelectuais que contribuíram para o grande desenvolvimento cultural do Brasil naquela época. Ao enriquecer algumas famílias, os seus filhos foram mandados para estudar na Europa e, ao voltar, esses jovens disseminaram as ideias iluministas e a estética árcade - daí o fato de o arcadismo ter tido particular importância em Vila Rica.
No Brasil, os leitores, não só os jovens da elite mas um público mais geral, conquistados pela clareza e simplicidade da poesia árcade, passaram a consumir a literatura aqui produzida. Pela primeira vez na colônia, artistas e intelectuais foram capazes de formar um sistema intelectual capaz de competir com os da metrópole. Pavimentava-se assim o caminho para a independência em 1822 e à independência artística, que foi atingida no Romantismo e, depois, no Modernismo.
O arcadismo começou nas letras; nas artes visuais, ainda predominava o Barroco, mais especificamente o Barroco em sua fase Rococó. Na construção de casas, igrejas e palácios, o estilo predominante do barroco mineiro tem sido apontado como a mais bela herança dos tempos do ouro.

## O novo poder econômico para Coroa de Portugal

Mapa de rendimento do ouro nas Reais Casas de Fundição em Minas Gerais, entre julho e setembro de 1767. Arquivo Nacional.

No Brasil, até 1760, ano em que os aluviões começaram a esgotar-se, produziram-se cerca de mil toneladas de ouro. Tudo se resumiu a um enriquecimento temporário das finanças do estado e à formação de algumas, mas poucas, fortunas particulares. Com esses recursos, João V, que exerceu seu reinado ao longo de toda a primeira metade do século XVIII, promoveu a construção de algumas obras públicas, sendo a mais célebre o palácio-convento de Mafra, cuja construção ocupa quase todo o reinado e que absorveu uma grande parte dos recursos vindos do Brasil. Construiu-se também, no Rio de Janeiro, o palácio dos governantes. Também com recursos advindos da mineração, o rei pôde intervir em alguns problemas europeus, como na guerra da sucessão de Espanha e, por exemplo, na defesa da Europa contra os Turcos, na batalha naval do cabo de Matapan, que destruiu a armada turca e salvou a Europa de uma ameaça eminente.
Contudo, com os vários acordos estabelecidos entre Portugal e a Inglaterra a partir de 1642 (Tratado de Paz e Comércio entre João IV e Carlos I de 1642, Tratado de Paz e Aliança de Westminster de 1654, Tratado de Paz e Amizade de 1661, Tratado de Methuen de 1703) foram concedidos grandes privilégios ao comércio e súditos britânicos, bem como a liberdade do comércio para os ingleses no Brasil e na Índia. Alguns historiadores defendem a tese de que o ouro brasileiro ajudou, assim, a Inglaterra a concentrar reservas que fizeram, do sistema bancário inglês, o principal centro financeiro da Europa, bem como tornou possível o financiamento da Revolução Industrial inglesa.

## Declínio da mineração
A maioria das minas de ouro se esgotou no fim do século XVIII. Parte da população mineira se deslocou ao Planalto Central do Brasil para trabalhar em fazendas de gado e para o centro-norte e centro-sul da Capitânia do Rio de Janeiro, onde passaram a dedicar-se a produção de víveres para a cidade do Rio (em Cantagalo) e começaram as primeiras plantações de café do Vale do Paraíba Fluminense. Aqueles que ficaram em Minas Gerais passaram também a dedicar-se à agricultura. Nessa época, houve um impulso para a cultura do algodão, com produções no Maranhão, Pernambuco e na Bahia destinadas à exportação. A cultura da cana-de-açúcar, que não fora totalmente abandonada durante o ciclo da mineração, ganhou novo impulso, em particular no Nordeste e no Rio de Janeiro.
Contudo, nenhum desses produtos foi tão grande e importante quanto o ouro havia sido. Durante o período colonial, sempre houve um grande produto que era o centro da economia. Após o fim do ciclo do ouro, faltava ao Brasil um grande produto para preencher a lacuna deixada pelos metais preciosos. Esse vácuo gerou uma crise econômica que durou até o início do ciclo do café, em meados do século XIX. Conforme o economista Luiz Carlos Bresser-Pereira, "entre 1750 e 1850, a economia brasileira não está só estacionada. Ela regride". Durante a crise, o poder de compra da população era bem menor do que na fase áurea da mineração.
Nada ficou, no solo brasileiro, do impulso dinâmico do ouro, salvo os templos e as obras de arte. Em fins do século XVIII, embora ainda não se tivessem esgotado os diamantes, o país estava prostrado. A renda per capita dos 3 milhões de brasileiros não superava os 50 dólares anuais no atual [década de 1970] poder aquisitivo, segundo os cálculos de Celso Furtado, e este era o nível mais baixo de todo o período colonial.— Galeano, Eduardo (29 de setembro de 2010). As veias abertas da América Latina. [S.l.]: L&PM Editores

### Inconfidência mineira (1789)
Inconfidência Mineira, também referida como Conjuração Mineira, foi uma conspiração de natureza separatista que ocorreu na então capitania de Minas Gerais, Estado do Brasil. Era contra a execução da derrama e o domínio português, sendo reprimida pela Coroa portuguesa em 1789.

## Tributação
Ao longo dos anos, os tipos de impostos cobrados pela metrópole sobre a área económica e tributária brasileira (não todos em simultâneo) foram:
- Os quintos do ouro: o imposto régio sobre o ouro consistia no estabelecimento de que um quinto (20%) do ouro extraído no território português do Brasil seria da Coroa Portuguesa por direito.
- A capitação: os quintos por casa de moeda foram convertidos em imposto sobre escravos e pessoas livres que trabalhassem com as próprias mãos, bem como, sobre as lojas, vendas e comércio em geral. Vigorou apenas por 16 anos no período de 1734[30] a 1750 quando, por alvará com força de Lei de 3 de dezembro de 1750,[31] o Marquês de Pombal extinguiu a capitação na cobrança do direito senhorial dos quintos, e a substituiu pela retenção dos quintos por Casas de Fundição com uma quota mínima anual de 100 arrobas (1 500 quilogramas) que seria garantida pelos municípios, comprometendo-se estes a lançar derramas para compensar eventuais diferenças entre a quantia efetivamente arrecadada e a importância destinada ao erário real.

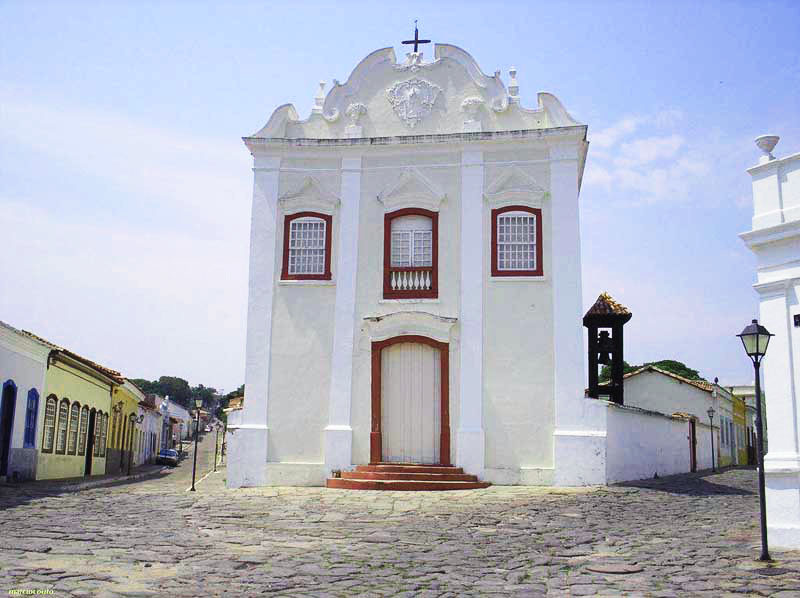
Museu de Arte Sacra da Boa Morte, na cidade de Goiás

- A derrama: uma vez que era frequente que o quinto não fosse pago integralmente, sendo acumulativos os valores não pagos, era preciso intensificar a cobrança, confiscando-se bens e objetos de ouro. Essa prática de cobranças de valores para atingir a meta estipulada pela Coroa era chamada "derrama".[32] A derrama consistia no rateio da diferença entre as comarcas e, nestas, o rateio entre os homens bons, sob pena de confisco forçado dos bens dos mesmos homens bons, caso os quintos não atingissem as 100 arrobas anuais (1 500 quilogramas).[33] As demais capitanias tinham obrigação de reter os quintos, mas não eram oneradas pela derrama.[34]

As questões tributárias foram detalhadamente regulamentadas pelo Regimento das Intendências e Casas de Fundição, promulgado a 4 de Março de 1751. O governo tomou também medidas que visavam a combater o contrabando e saída clandestina do ouro: expulsou ourives das regiões auríferas, proibiu a circulação de ouro em pó, ordenou a intensificação das patrulhas de dragões e renovou os dispositivos legais que proibiam a reexportação de ouro e minerais preciosos. Com as inovações introduzidas nesta altura, se tinha também o objetivo de desfazer um método fiscal opressivo para os setores da população que não estavam ligados à mineração e que originava muitos abusos e injustiças. A preocupação pela escolha de um modelo mais justo e equilibrado está bem patente no preâmbulo do diploma de 3 de Dezembro em que se afirma, nomeadamente, que se preferia a tranquilidade e a comodidade dos povos à obtenção de maiores receitas para o Real Erário. O novo método de cobrança proporcionou à Coroa, na década de 1752-1762, um rendimento médio anual de 108 arrobas de ouro, enquanto o anterior sistema tinha permitido arrecadar 125,4 arrobas por ano. Entre 1762 e 1777, a média anual baixou para 82,5 devido ao progressivo esgotamento do ouro de aluvião.

## Demografia

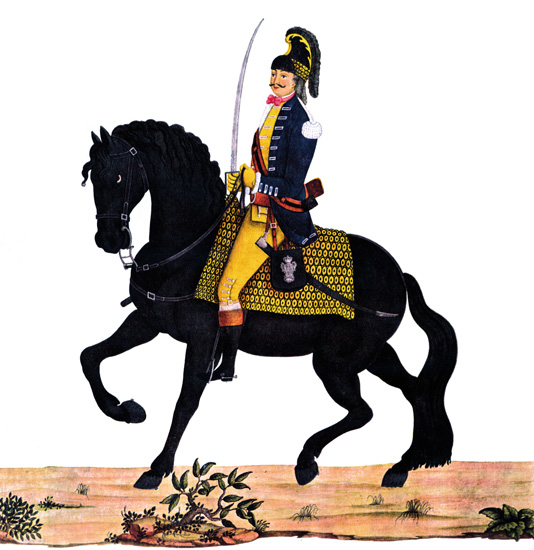
Soldado de cavalaria do Regimento de Dragões que, dentre outras coisas, era encarregado de guardar o caminho das minas. Obra de Carlos Julião (século XVIII).

É muito difícil um exame rigoroso das tendências demográficas do Estado do Brasil no período pombalino devido, entre outros motivos, ao fato de o primeiro recenseamento da sua população ter sido feito apenas em 1776, por determinação da Mesa da Consciência e Ordens. No censo, apontaram-se 1 505 506 indivíduos. No entanto, muitos moradores viviam no isolamento do sertão, e parece bastante provável que não tenham sido incluídos na contagem. O abade José Correia da Serra defendia que a população brasílica ascenderia, nessa época a 1 900 000 almas, enquanto Dauril Alden a calculou em 1 555 200 habitantes. Em todos os casos, crê-se que os valores apresentados correspondam sobretudo às regiões litorais, onde os mecanismos de administração, comunicação, e a instrução dos párocos permitiam uma melhor recolha estatística. Valores mais elevados são sugeridos pelo demógrafo Giorgio Mortara, que aponta para os 2 502 000 indivíduos em 1770.
Os números disponíveis permitem verificar a evolução demográfica dos principais aglomerados urbanos em datas que se inserem, na sua maioria, no reinado josefino, e demonstram que no decurso da época pombalina se verificou um crescimento populacional, embora com expressões regionais muito diversificadas. A cidade de Salvador conheceu apenas um ligeiro aumento populacional, tendo certamente sido afetada pela transferência de uma importante parcela dos quadros de administração régia; o oposto acontece com o Rio de Janeiro, registando-se um acentuado crescimento demográfico, tendo as suas atividades marítimas e comerciais se beneficiado do surto aurífero de Minas Gerais e das intensas relações comerciais com a região platina (contrabando de prata e couros) através da Colónia de Sacramento, o que a tornou um grande polo importador e exportador do Sul-Sudeste, passando a concorrer com os dois tradicionais grandes portos do Nordeste: Recife e Salvador. Contudo, foi o Recife que registou o aumento demográfico mais significativo, sinal de que, durante a administração pombalina, foi superada a crise profunda que atingira a capitania de Pernambuco desde meados do século anterior.
| População das principais capitanias - 1772 (Ciclo do ouro) | População das principais capitanias - 1772 (Ciclo do ouro) | População das principais capitanias - 1772 (Ciclo do ouro) |
| Posição                                                    | Capitania                                                  | Habitantes                                                 |
| ---------------------------------------------------------- | ---------------------------------------------------------- | ---------------------------------------------------------- |
| 1                                                          | Minas Gerais                                               | 319 769                                                    |
| 2                                                          | Bahia                                                      | 288 848                                                    |
| 3                                                          | Pernambuco                                                 | 239 713                                                    |
| 4                                                          | Rio de Janeiro                                             | 215 678                                                    |